# Bruno Sanches

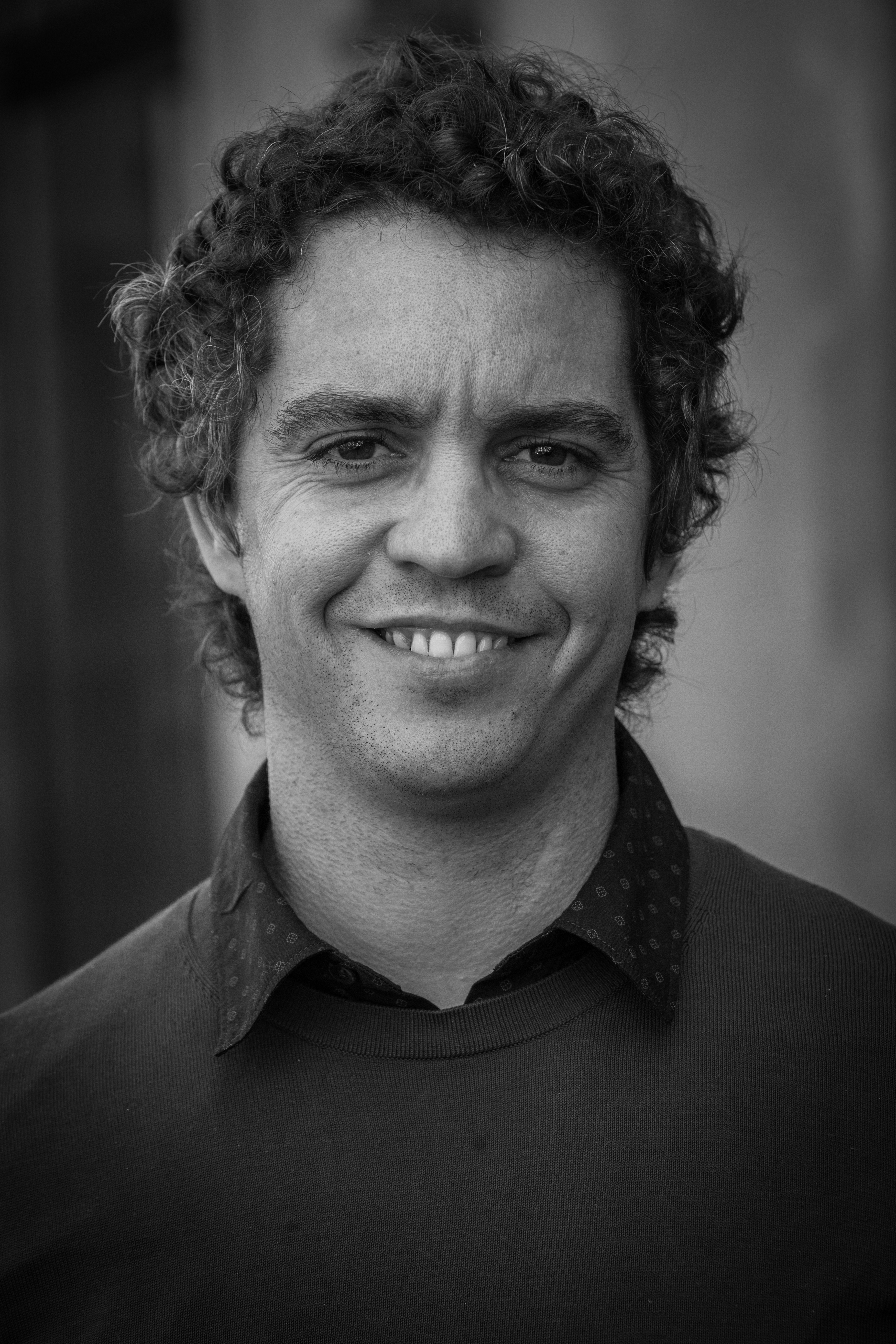
Bruno Sanches (2015)

Bruno Sanches (* 1. Januar 1977) ist ein französischer Schauspieler und Drehbuchautor.

## Leben
Bruno Sanches wurde 1977 geboren. Er besuchte die Cours Florent. Mit neun Jahren drehte er einen ersten Werbespot.
1995 hatte Sanches bei dem Film Das schönste Alter erstmals eine Rolle inne. 1998 erhielt er seine erste Rolle in der Fernsehserie Une femme d’honneur. 2005 bis 2008 erhielt er in der Fernsehserie P.J. erstmals eine wiederkehrende Rolle. 2021 bis 2024 erschien Sanches in 32 Folgen der Fernsehserie HIP: Ermittlerin mit Mords-IQ.
Er ist mit Camille Wodling, einer Fotografin und Schauspielerin, verheiratet und Vater einer 2013 geborenen Tochter und eines 2018 geborenen Jungen.

## Filmografie
- 1995: Das schönste Alter (Le plus bel âge...)
- 1996: L'orange de Noël (L'Orange de Noel, Fernsehfilm)
- 1997: Sonne (Soleil)
- 1998: Une femme d’honneur (Fernsehserie, Folge 1x05)
- 1998: This Could Be the Last Time (Fernsehfilm)
- 2001: Les fantômes de Louba (Les Fantomes de Louba)
- 2004: Julie Lescaut (Fernsehserie, Folge 13x05)
- 2005: Kalte Duschen (Douches froides)
- 2005: Carla Rubens (Fernsehserie, Folge 1x01)
- 2005, 2008: P.J. (Fernsehserie, 2 Folgen)
- 2007: Endlich Witwe (Enfin veuve)
- 2009: Scènes de ménages (Scènes de ménage, Fernsehserie, Folge 1x29)
- 2011: Slash Slash (Fernsehserie)
- 2011: Au bistro du coin
- 2011: La Caverne (Fernsehserie)
- 2011: Les geeks (Fernsehserie)
- 2012–2013: Roxane, la vie sexuelle de ma pote (Fernsehserie, 16 Folgen)
- 2013: Enfin te voilà! (Fernsehserie)
- 2013: Le débarquement (Fernsehserie, 2 Folgen)
- 2014: Jamais le premier soir
- 2014–2015: Studio Bagel (Webserie, 2 Folgen)
- 2015: Qui c'est les plus forts?
- 2015: Das Talent meiner Freunde (Le talent de mes amis) (auch Drehbuch)
- 2015: Hard (Fernsehserie, 3 Folgen)
- 2015–2016: La revue de presse de Catherine et Liliane (Webserie, 15 Folgen)
- 2017: Der Meisterdieb und seine Schätze (Mes trésors)
- 2017: Lola Pater
- 2017: Santa & Co. – Wer rettet Weihnachten? (Santa et Cie)
- 2018: Guy
- 2018: Les Affamés – Die Ausgehungerten (Les Affamés)
- 2018: 50 Shades of Greek (50 nuances de Grecs, Fernsehserie, Folge 2x12, Sprechrolle)
- 2019: François-Xavier Demaison (Fernsehfilm)
- 2019: Calls (Fernsehserie, Folge 2x07)
- 2019: Sur la peau
- 2019: Pour Sarah (Miniserie, 5 Folgen)
- 2019: Un vrai bonhomme (Man Up!)
- 2019: Munch (Fernsehserie, Folge 3x01)
- 2020: Moah (Fernsehserie, 10 Folgen)
- 2021: Tadpole (Têtard, Miniserie, Folge 2x01)
- 2021: Replay (Fernsehserie, Folge 1x01)
- 2021: Operation Portugal
- 2021: La vengeance au triple galop (Fernsehfilm)
- 2021: Friendzone
- 2021: Profession comédien (Miniserie, eine Folge)
- seit 2021: Je te promets (Fernsehserie)
- seit 2021: L'école de la vie (Fernsehserie)
- seit 2021: HIP: Ermittlerin mit Mords-IQ (HPI, Fernsehserie)
- 2022: Qu'est-ce qu'elle a ma famille? (Fernsehfilm)
- 2022: 1H30 Max (Fernsehfilm)
- seit 2023: Canis Familiaris – Auf den Hund gekommen (Miniserie)
- 2023: Petit Jésus
- 2023: Gueules noires
- 2023: Un stupéfiant Noël